# 博韦
博韦（法語：Beauvais，法語發音：[bovɛ] ⓘ），法国北部城市，上法兰西大区瓦兹省的一个市镇，也是该省的省会和人口最多的城市，下辖博韦区，其市镇面积为33.31平方公里，2022年1月1日时人口数量为55,906人，在法国城市中排名第102位。
博韦位于瓦兹省西南部，是一个区域性的中心城市，历史悠久，自罗马时代就已建城并成为一个天主教区，二战时期受到严重破坏，战后基本恢复重建。
博韦因博韦大教堂而闻名，此外博韦-蒂耶机场也是法国的一个重要航空站。

## 地名来源
“博韦”一名来源于一支高卢部落——贝洛瓦克人，其定都“贝洛瓦库姆”（Bellovacum），即今博韦城市的前身。

## 历史

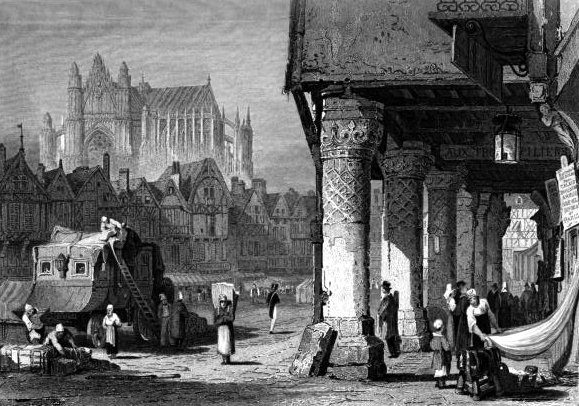
1835年的博韦

博韦历史悠久，高卢时期为贝洛瓦克人的都城，罗马人入侵后将其改建为“凯撒罗马古斯”（意为“凯撒的集市”），并于公元290年任命博韦的吕西安为博韦的第一任主教。公元486年苏瓦松战役后，博韦被克洛维一世控制，成为法兰西皇室领土。公元1099年，博韦获得市镇权力。中世纪中后期，多为博韦主教在卸任后又担任了兰斯或巴黎主教，使其教区获得了较好的声誉，多个宗教设施在此得以修建，包括圣吕西安修道院、圣拉扎尔疗养院等。1472年，勃艮第国王大胆查理在此与法兰西皇家军队发生博韦围城战，在当地民族英雄让娜·阿谢特的抵抗下，勃艮第叛军最终失败。1664年，博韦皇家地毯手工厂在此建成，其生产的大量纺织产品使得博韦获得了“织物之城”（ville drapante）的称号。法国大革命后，博韦成为瓦兹省的省会。1918年，福煦元帅曾在博韦市政厅指挥作战。第二次世界大战期间，博韦被纳粹攻占，德国空军于1940年6月至8月间对博韦进行了大规模的轰炸，造成了大量的人员伤亡和建筑物损毁。1943年，博韦周边的四个市镇（马里塞勒、圣瑞斯特代马赖、瓦桑略、勒蒂勒圣母镇）与博韦合并。二战后，博韦逐步完成恢复重建。2012年，博韦获得法国“艺术与历史之城”的称号。

## 地理

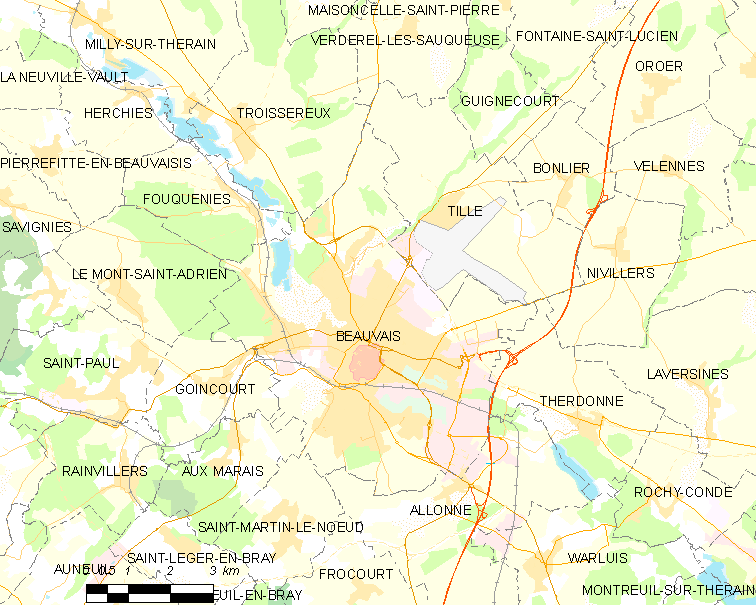
博韦市镇范围地图

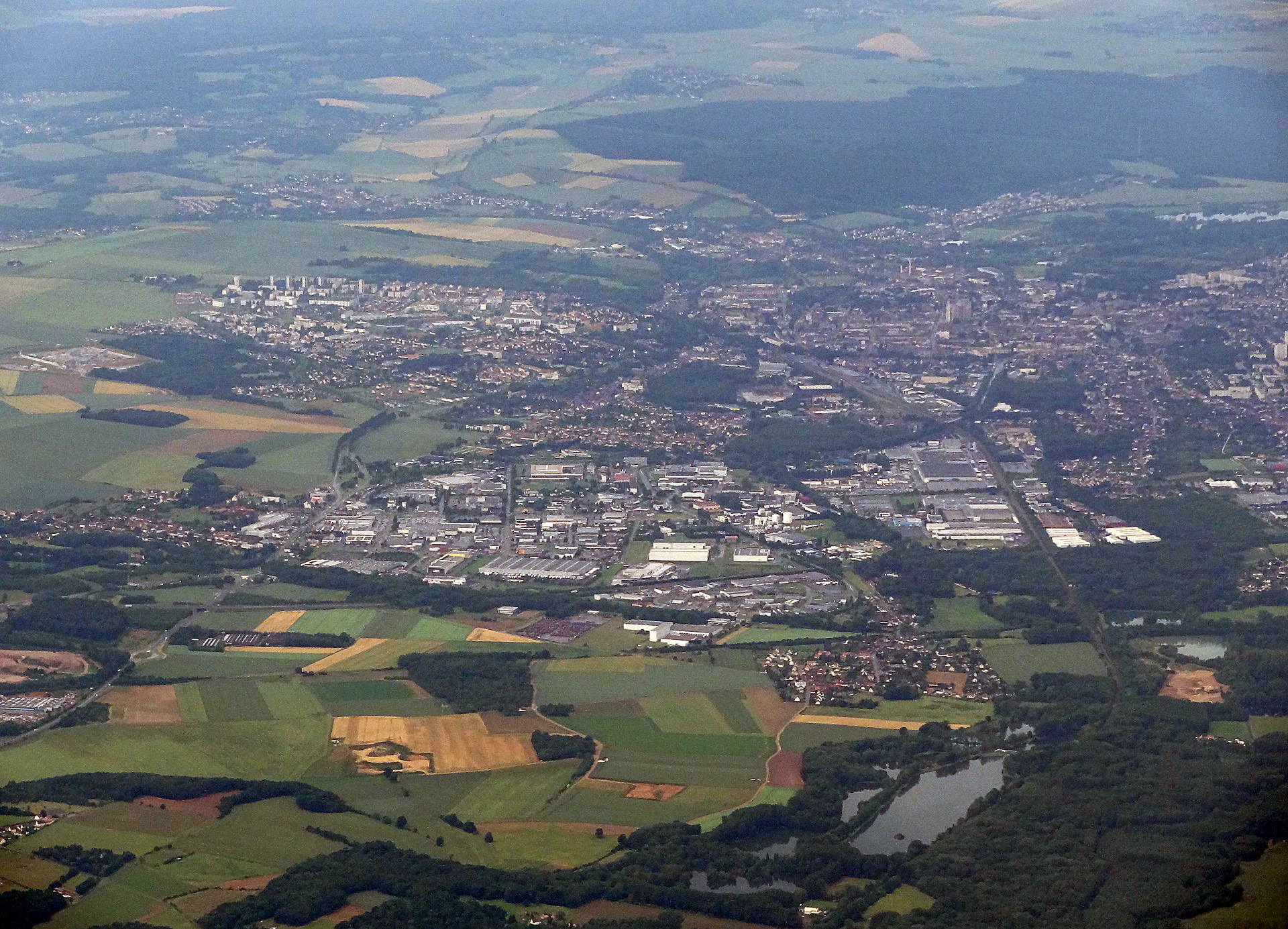
鸟瞰博韦

博韦位于法国北部，上法兰西大区西南部和瓦兹省西部，距离大区首府亚眠大约65公里，距离法国首都巴黎大约100公里。与博韦接壤的市镇包括：特鲁瓦斯勒、阿洛讷、富克尼、关库尔、勒蒙圣阿德里安、圣马丹勒讷、泰尔多讷、蒂耶、欧马赖。

### 地形
博韦位于巴黎盆地北部，境内地势平坦，全境海拔在57到170米之间。

### 水文
泰兰河自西北向东南流经博韦市区南部，平均宽度不足10米，部分河段被渠化改造，该河属于塞纳河水系。该河在市区西侧有一处水塘，20世纪70年代被人工开辟为“加拿大湖”，沿湖建有休闲公园。

### 植被
博韦属于温带落叶林区，市区内的主要绿地公园包括约翰·菲茨杰拉德·肯尼迪公园（Parc John Fitzgerald Kennedy）、蒙卡普龙公共花园（Jardin public du Mont Capron）等，均常年免费向公众开放。

### 气候
博韦在柯本气候分类法中属于温带海洋性气候。
博韦市区以北的蒂耶境内设有气象站，以下为该气象站的数据：
| 博韦-蒂耶1981年－2019年 | 博韦-蒂耶1981年－2019年 | 博韦-蒂耶1981年－2019年 | 博韦-蒂耶1981年－2019年 | 博韦-蒂耶1981年－2019年 | 博韦-蒂耶1981年－2019年 | 博韦-蒂耶1981年－2019年 | 博韦-蒂耶1981年－2019年 | 博韦-蒂耶1981年－2019年 | 博韦-蒂耶1981年－2019年 | 博韦-蒂耶1981年－2019年 | 博韦-蒂耶1981年－2019年 | 博韦-蒂耶1981年－2019年 | 博韦-蒂耶1981年－2019年 |
| 月份                    | 1月                     | 2月                     | 3月                     | 4月                     | 5月                     | 6月                     | 7月                     | 8月                     | 9月                     | 10月                    | 11月                    | 12月                    | 全年                    |
| ----------------------- | ----------------------- | ----------------------- | ----------------------- | ----------------------- | ----------------------- | ----------------------- | ----------------------- | ----------------------- | ----------------------- | ----------------------- | ----------------------- | ----------------------- | ----------------------- |
| 历史最高温 °C（°F）     | 15.6 (60.1)             | 20.4 (68.7)             | 23.5 (74.3)             | 28.4 (83.1)             | 31.2 (88.2)             | 36.9 (98.4)             | 41.6 (106.9)            | 39 (102)                | 33.9 (93.0)             | 28.2 (82.8)             | 20.2 (68.4)             | 17 (63)                 | 41.6 (106.9)            |
| 平均高温 °C（°F）       | 6.3 (43.3)              | 7.3 (45.1)              | 11.1 (52.0)             | 14.3 (57.7)             | 18.2 (64.8)             | 21.2 (70.2)             | 23.9 (75.0)             | 23.9 (75.0)             | 20.2 (68.4)             | 15.5 (59.9)             | 10.1 (50.2)             | 6.6 (43.9)              | 14.9 (58.8)             |
| 日均气温 °C（°F）       | 3.6 (38.5)              | 4.1 (39.4)              | 7.1 (44.8)              | 9.4 (48.9)              | 13.1 (55.6)             | 16 (61)                 | 18.4 (65.1)             | 18.3 (64.9)             | 15.2 (59.4)             | 11.5 (52.7)             | 7 (45)                  | 4 (39)                  | 10.6 (51.1)             |
| 平均低温 °C（°F）       | 1 (34)                  | 0.9 (33.6)              | 3 (37)                  | 4.5 (40.1)              | 8 (46)                  | 10.8 (51.4)             | 12.9 (55.2)             | 12.8 (55.0)             | 10.2 (50.4)             | 7.6 (45.7)              | 3.9 (39.0)              | 1.5 (34.7)              | 6.4 (43.5)              |
| 历史最低温 °C（°F）     | −19.7 (−3.5)            | −16.8 (1.8)             | −12.1 (10.2)            | −5.4 (22.3)             | −2.4 (27.7)             | 0.3 (32.5)              | 3.6 (38.5)              | 3.9 (39.0)              | −0.5 (31.1)             | −7.8 (18.0)             | −10.9 (12.4)            | −15.7 (3.7)             | −19.7 (−3.5)            |
| 平均降水量 mm（）       | 57.5 (2.26)             | 45.5 (1.79)             | 53.4 (2.10)             | 48.6 (1.91)             | 58.9 (2.32)             | 57.1 (2.25)             | 54 (2.1)                | 51.7 (2.04)             | 54.2 (2.13)             | 63.8 (2.51)             | 56.1 (2.21)             | 68.6 (2.70)             | 669.4 (26.35)           |
| 月均日照時數            | 65.2                    | 76.7                    | 124                     | 171.5                   | 198.9                   | 211.8                   | 217.4                   | 210.1                   | 162                     | 112.2                   | 66.9                    | 52.6                    | 1,669.3                 |
| 来源：infoclimat.fr     |                         |                         |                         |                         |                         |                         |                         |                         |                         |                         |                         |                         |                         |

## 行政区划
博韦是法国上法兰西大区瓦兹省的一个市镇，编号为60057，它也是瓦兹省的省会。博韦下辖博韦区，隶属于瓦兹省第一选区，管理博韦第一县和第二县，同时也是博韦城市圈公共社区的办公驻地。
博韦市镇被划为8个街区，并实行街区自治制度。
法国国家统计与经济研究所（简称）在进行数据统计时，将博韦及相邻的另外3个市镇（阿洛讷、关库尔、蒂耶）设为博韦城市核心区，并将包括核心区在内的周边共126个市镇划为博韦城市区。自2020年起，博韦城市区被包含162个市镇的博韦城市辐射区代替。此外，还将博韦市镇分为了18个“块区”（IRIS），以便于统计人口分布情况。

## 交通

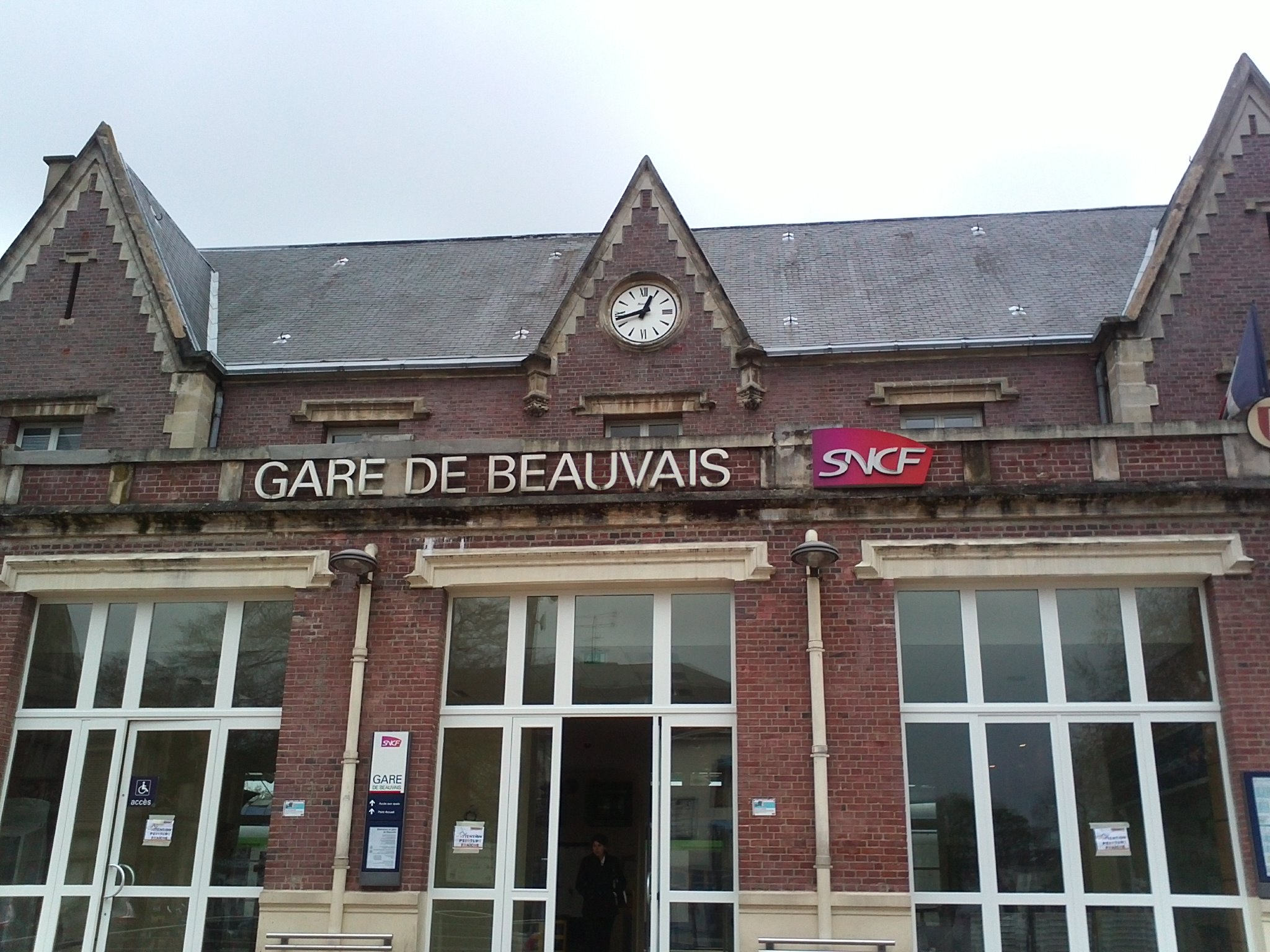
博韦火车站

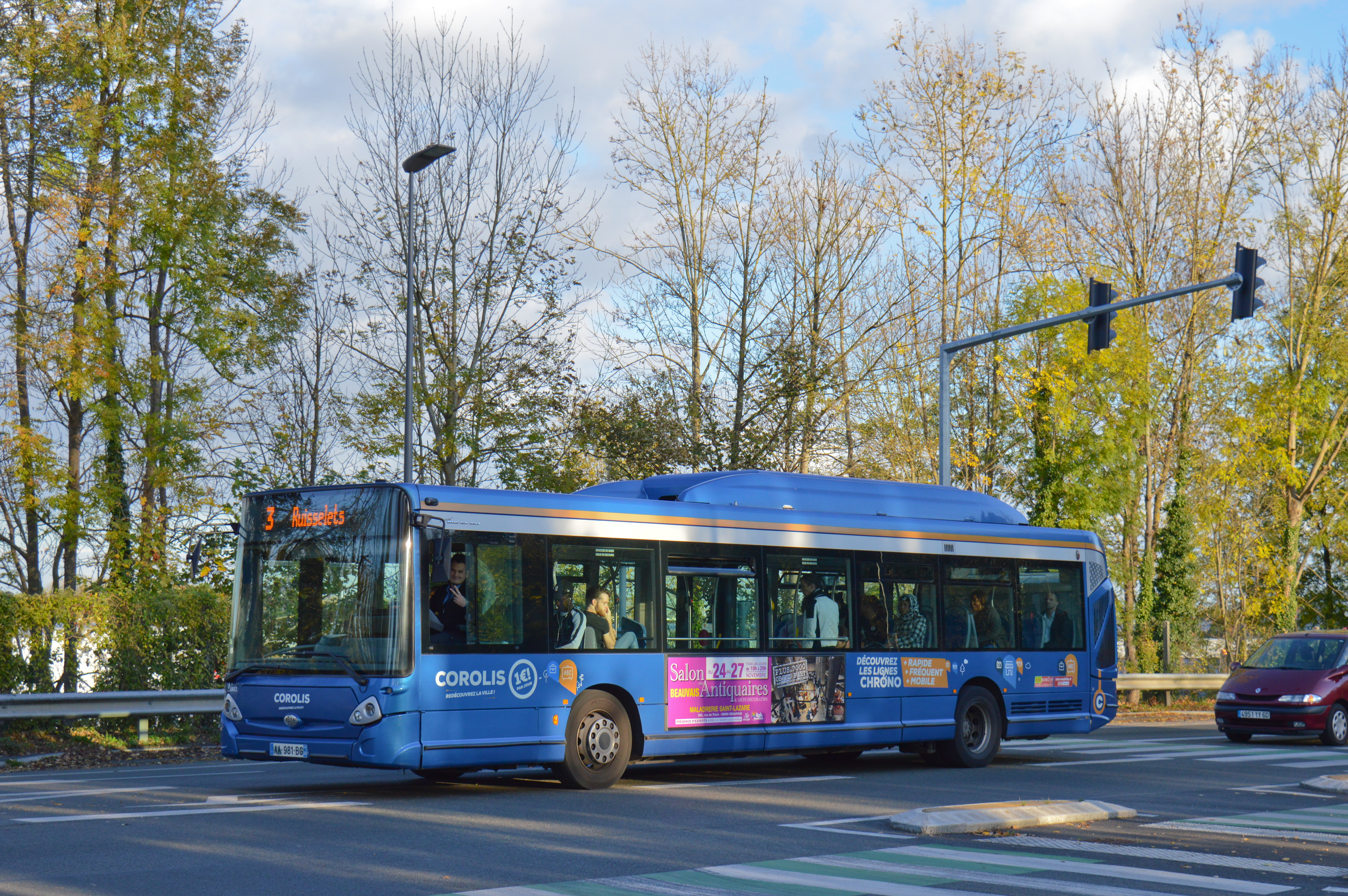
博韦公交

### 公路
法国国家A16号高速公路、法国国道N31线以及多条瓦兹省省道在博韦境内交汇。
上法兰西大区公共交通开行往返于博韦和亚眠的长途汽车，并停靠博韋-蒂耶機場；瓦兹省城际客运则开行前往克雷伊、贡比涅、桑利斯等地的城际巴士，此外还有多条校车线路可前往周边市镇。
2015年，66.5%的博韦家庭拥有至少一辆的私人汽车。
2016年，博韦境内共发生各类交通事故12起，造成1人遇难，13人受伤。

### 铁路
博韦位于埃皮奈－勒特雷波尔和克雷伊－博韦两条铁路的交汇处。博韦火车站位于博韦市中心，老城区以南，该站每天开行前往巴黎和克雷伊方向的区域列车，密度较大，在高峰时段已基本实现公交化运营，此外该站还开行少量前往阿邦库尔方向的列车。

### 航空
博韋-蒂耶機場，又称“巴黎-博韦机场”（Aéroport de Paris-Beauvais），位于博韦市区以北的蒂耶境内，原建于1930年，于1997年被瑞安航空设为航空基地，并将其改建成为一座国际性的航空站，现该机场开行前往欧洲多个城市的廉价航班，同时该机场设有大巴摆渡车可连接巴黎市区。

### 城市公共交通
为博韦城市公共交通的商业名称，该交通系统由法国交通发展集团负责运营，下属2条主干线路（ligne chrono）、6条普通线路和4条专线，其线路网覆盖了其城市圈公共社区内的主要街区及市镇。

## 政治

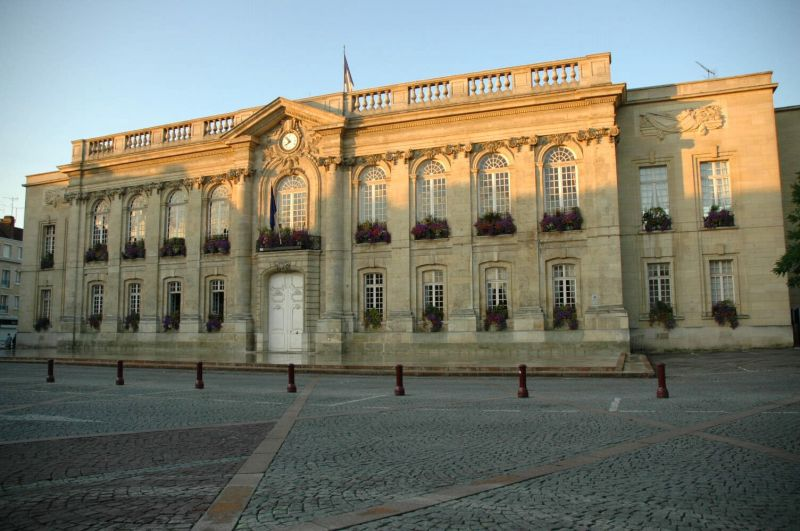
博韦市政厅

博韦的现任市长为卡罗琳·卡约女士，自2001年起担任，并在2008年、2014年和2020年三次连任，现为右翼无党派人士，她在2020年的市政选举中获得了50.75%的支持率。
在2017年的法国总统大选中，法国第25任总统埃马纽埃尔·马克龙在博韦获得了63.61%的支持率。
| 博韦历届市长   |                 |                                                               |
| 任期           | 市长            | 党派                                                          |
| 1944年－1945年 | 阿梅代·布尔东   | 不详                                                          |
| 1945年－1947年 | 亨利·德·里代尔  | SFIO工人国际法国支部                                          |
| 1947年－1954年 | 罗贝尔·塞内     | SFIO工人国际法国支部                                          |
| 1954年－1972年 | 皮埃尔·雅各比   | UNR新共和国联盟                                               |
| 1972年－1977年 | 爱德华·格罗皮龙 | UDR共和国保卫联盟                                             |
| 1977年－2001年 | 瓦尔特·昂萨朗   | PS社会党                                                      |
| 2001年－       | 卡罗琳·卡约     | RPR保衛共和聯盟 →UMP人民运动联盟 →LR共和黨 →DVD右翼无党派人士 |

## 人口
2017年，博韦市镇人口数量为56,254，在法国排名第102位。其中男性26,160人，女性29,860人，75岁及以上人口占7.2%，外籍人口数量为5,434人，人口密度为1,689人/平方公里，当地居民被称为（男性）或（女性）。2018年，博韦境内出生827人，死亡人口520人。
| 年份   | 1936   | 1946   | 1954   | 1962   | 1968   | 1975   | 1982   | 1990   | 1999   | 2006   | 2011   | 2016   | 2018   |
| ------ | ------ | ------ | ------ | ------ | ------ | ------ | ------ | ------ | ------ | ------ | ------ | ------ | ------ |
| 人口數 | 18,869 | 23,156 | 26,756 | 33,995 | 46,777 | 54,089 | 52,365 | 54,190 | 55,392 | 55,481 | 54,189 | 56,020 | 56,605 |

## 经济
博韦是一个区域性的中心城市，当地共有各类用人单位7,122家，平均历史为16年，其中97.18%为中小型企业（PME）。（农具销售）、（农具生产）及（电子通信设备销售）是当地2019年营业额最高的三个企业，分别为955,318,337欧元、856,995,666欧元和306,940,388欧元。

## 财政收入
2019年，博韦的财政收入总额为84,894,800欧元，财政支出总额为74,602,700欧元，当年的债务总额为54,281,400欧元。
2015年，博韦的人均月收入总额为2,227欧元，其中高级职员为3,980欧元，中级职员为2,417欧元，普通职员为1,807欧元。
2017年，博韦境内的青壮年（15至64岁）失业率为22.5%，当地42.8%的家庭拥有纳税资格。

## 社会事务

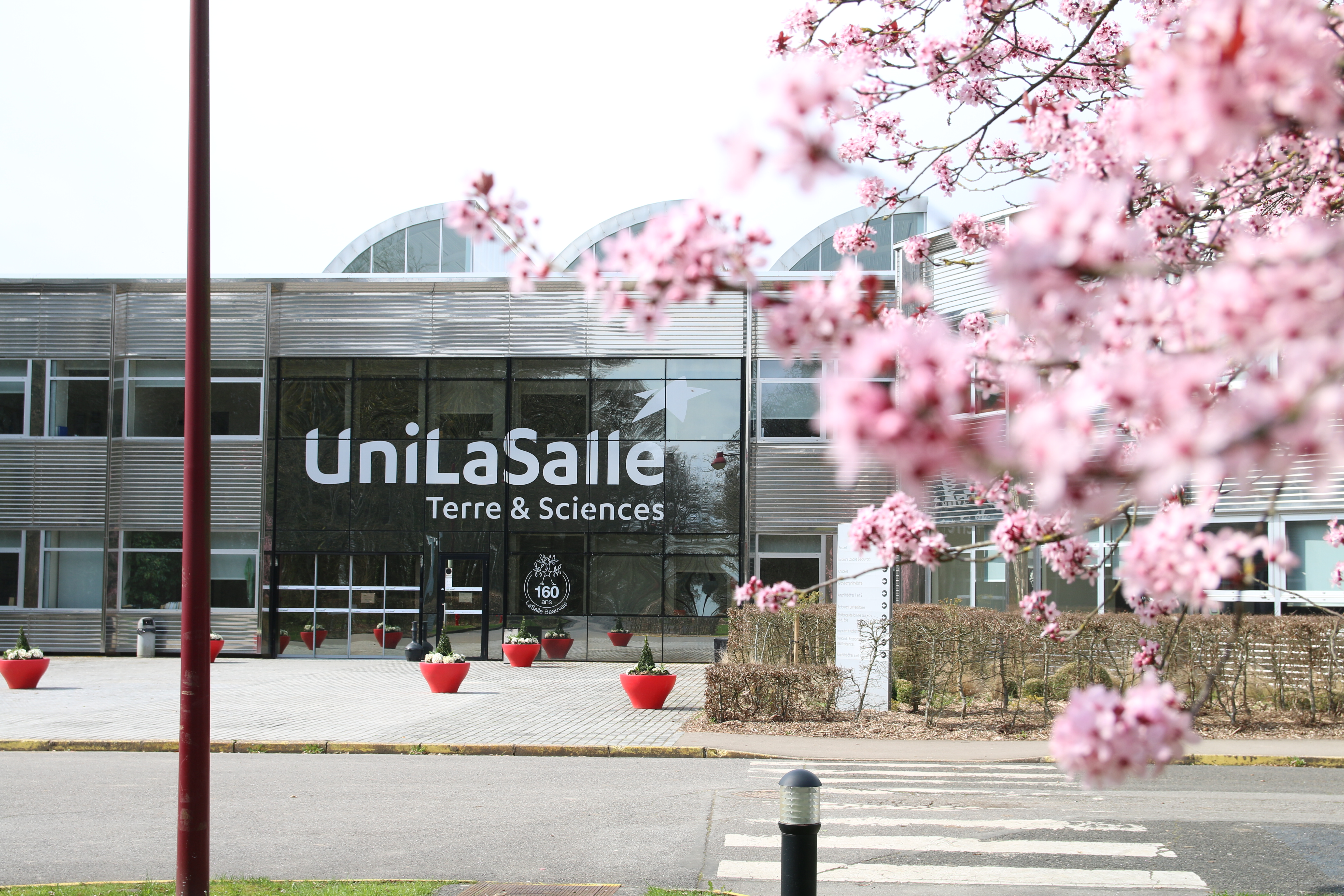
UniLaSalle综合理工学院

### 教育
博韦属于亚眠学区。截止2019年1月1日，博韦境内共有20所幼儿园、28所小学、7所初级中学、6所普通高中和4所职业高中。2018至2019学年度，博韦境内共有在校中等教育阶段学生8,984名。
在高等教育方面，UniLaSalle综合理工学院是法国的一所工程师大学校，总部位于博韦；皮卡第儒勒-凡尔纳大学（又称“亚眠大学”）下属的瓦兹省应用技术学院总校区位于博韦。

### 医疗
截止2017年1月1日，博韦境内共有全科医生59名、保健师36名、牙医28名、护士39名、耳科医生4名、眼科医生9名、皮肤科医生4名、助产士6名、儿科医生3名和妇科医生5名。境内共有药房19家，养老院8家，残疾人帮扶中心10家。
博韦中心医院（Centre Hospitalier de Beauvais）位于博韦市区，是当地规模最大的公立综合性医院。

### 住房
2017年，博韦境内共有各类住房28,284套，其中32.2%为独立式居民区，66.5%为集中式居民区。常住房屋占博韦市镇范围内居民建筑总量的88.6%。

### 商业
2019年，博韦境内共有各类实体商铺1,490家，其中餐厅228家、大型超市26家、杂货店23家、面包房45家、肉铺15家、书店20家、装饰品店6家、银行门店26家、美容美发店101家、汽车维修店91家。市区东南部的阿洛讷境内设有大型开放式商业街区，有公交线路连接市区。

### 体育

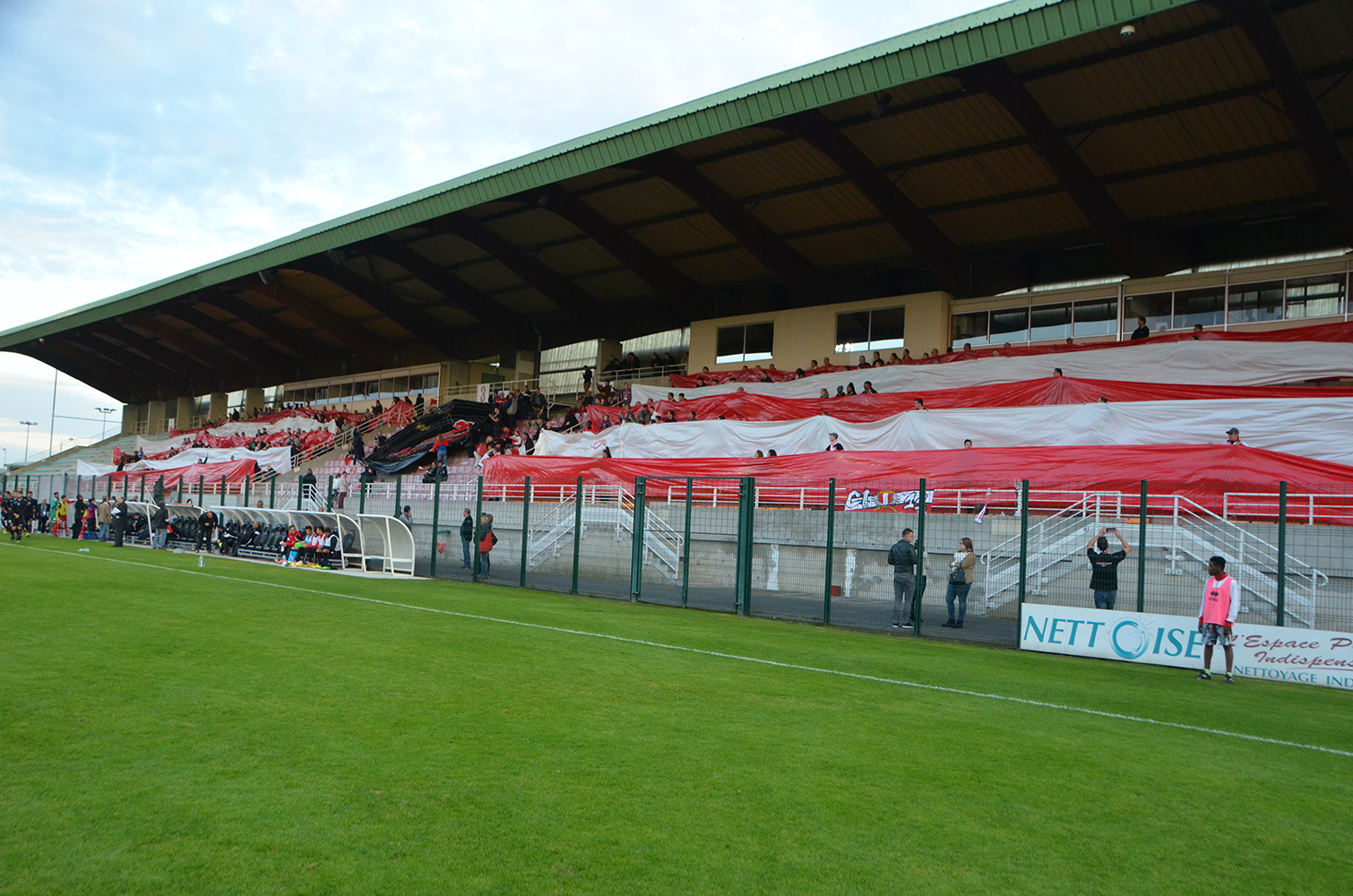
奥马尔-萨胡恩球场

2019年，博韦境内共有3家游泳池、14间体育馆、2座综合体育场、23处网球场、1处马术场、21处足球或橄榄球场以及8处篮球或排球场。
博韦瓦兹体育会是当地的一支足球俱乐部，成立于1945年，曾于1986年至2004年间参加法国足球职业联赛，2020至2021赛季参加法國全國乙組聯賽（法丁），其主场奥马尔-萨胡恩球场（Stade Omar-Sahnoun，2018年以前称为“皮埃尔·布里松球场”）位于市区东部，是当地主要的体育设施。除此之外，博韦境内还有4家注册足球俱乐部。

### 环境
博韦的环境事务由其所属的公共社区负责。2017年，博韦境内共有5家污染企业。

### 治安
2019年，博韦市镇范围内有1处派出所。
2014年，博韦及附近地区共发生各类案件4,502起，其中盗窃类案件2,418起，经济类案件404起，毒品交易类案件258起。

## 文化
2017年，博韦境内共有1个剧场、2个电影院、1个博物馆和1个音乐厅。博韦市政府提供多媒体中心，向当地公众开放。

### 建筑
博韦境内有多处历史遗迹，其中博韦圣皮埃尔大教堂和博韦圣母教堂是法国首批法国国家文物保护单位，建于12世纪的博韦圣拉扎尔疗养院则为当地的代表性建筑物，现开辟为文化中心。

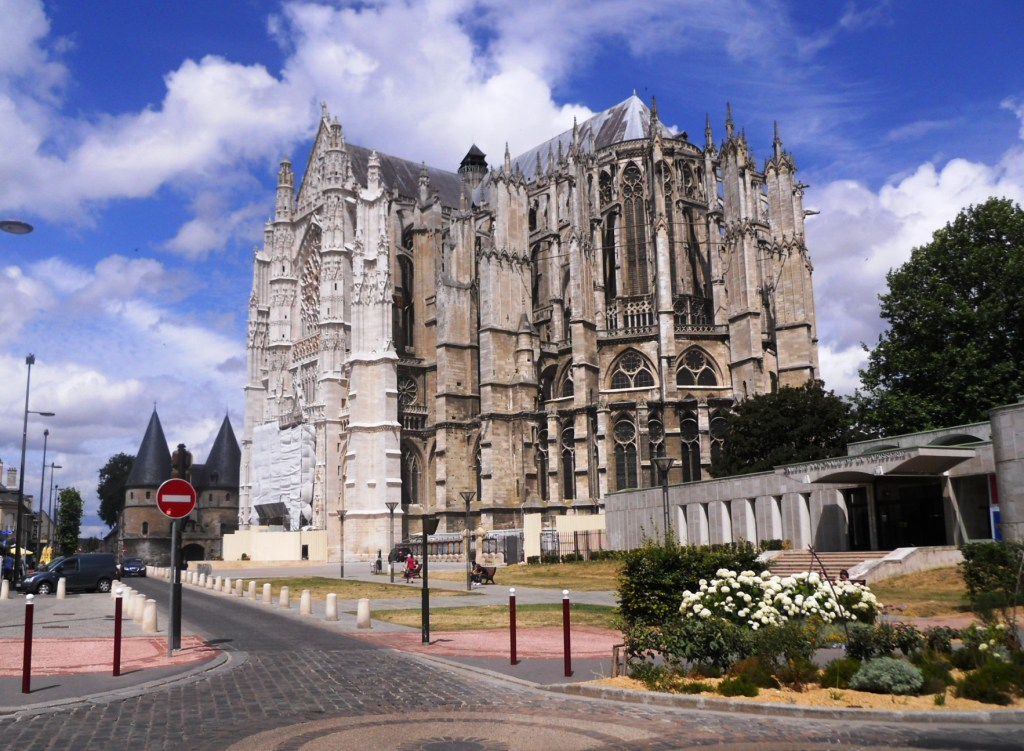
博韦圣皮埃尔大教堂
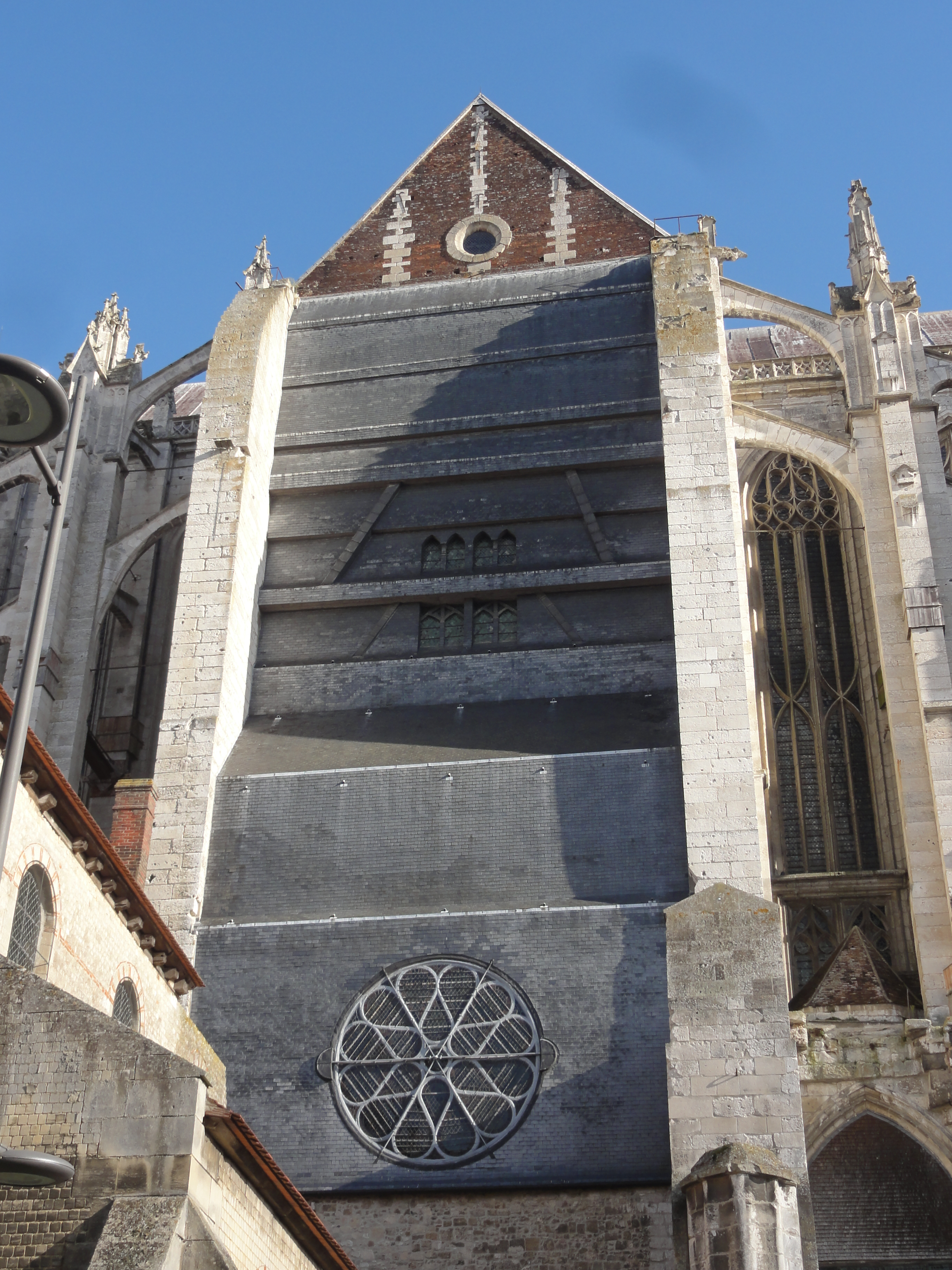
圣皮埃尔大教堂侧面的钟楼
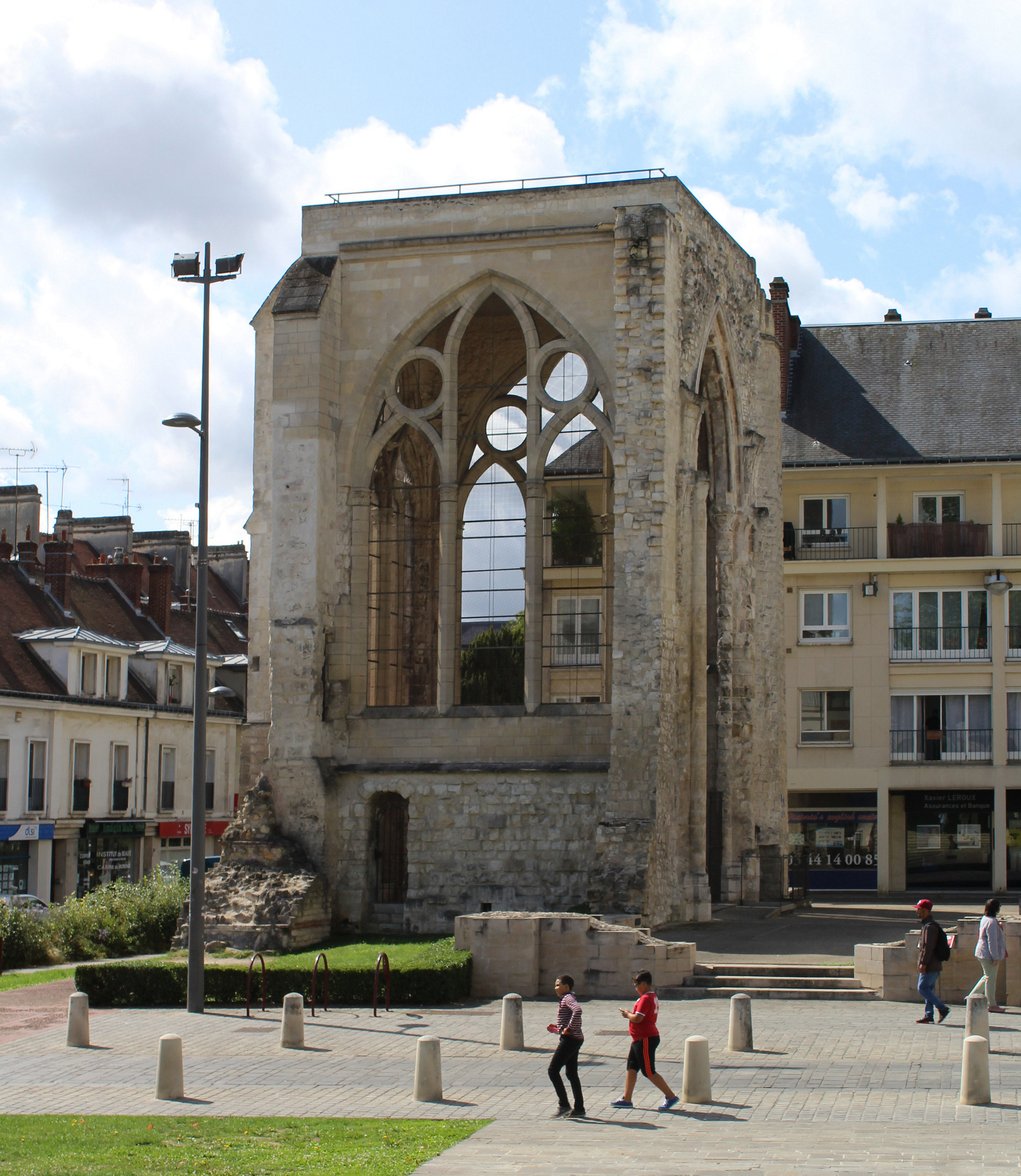
圣巴泰莱米教堂
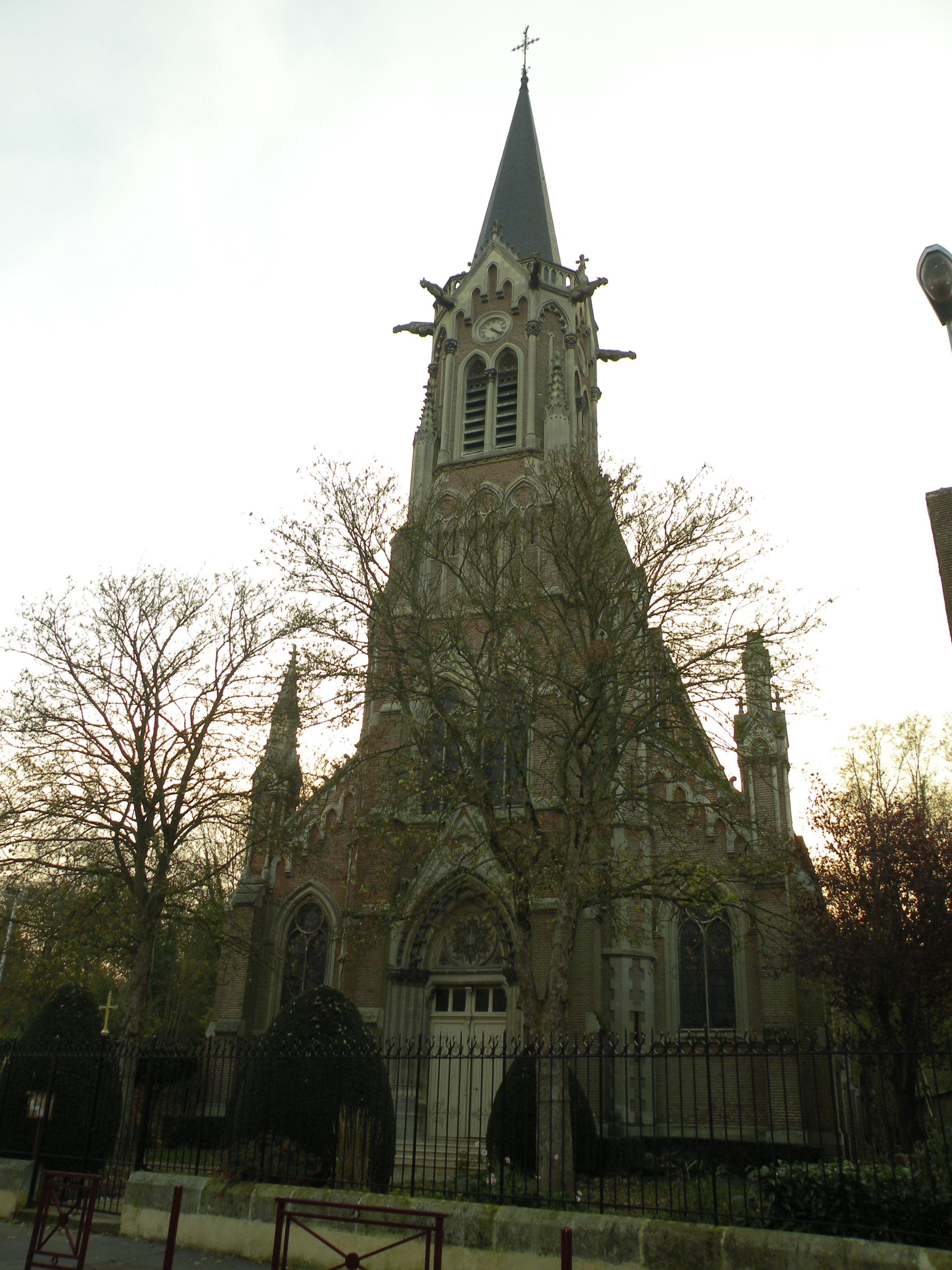
圣雅各教堂
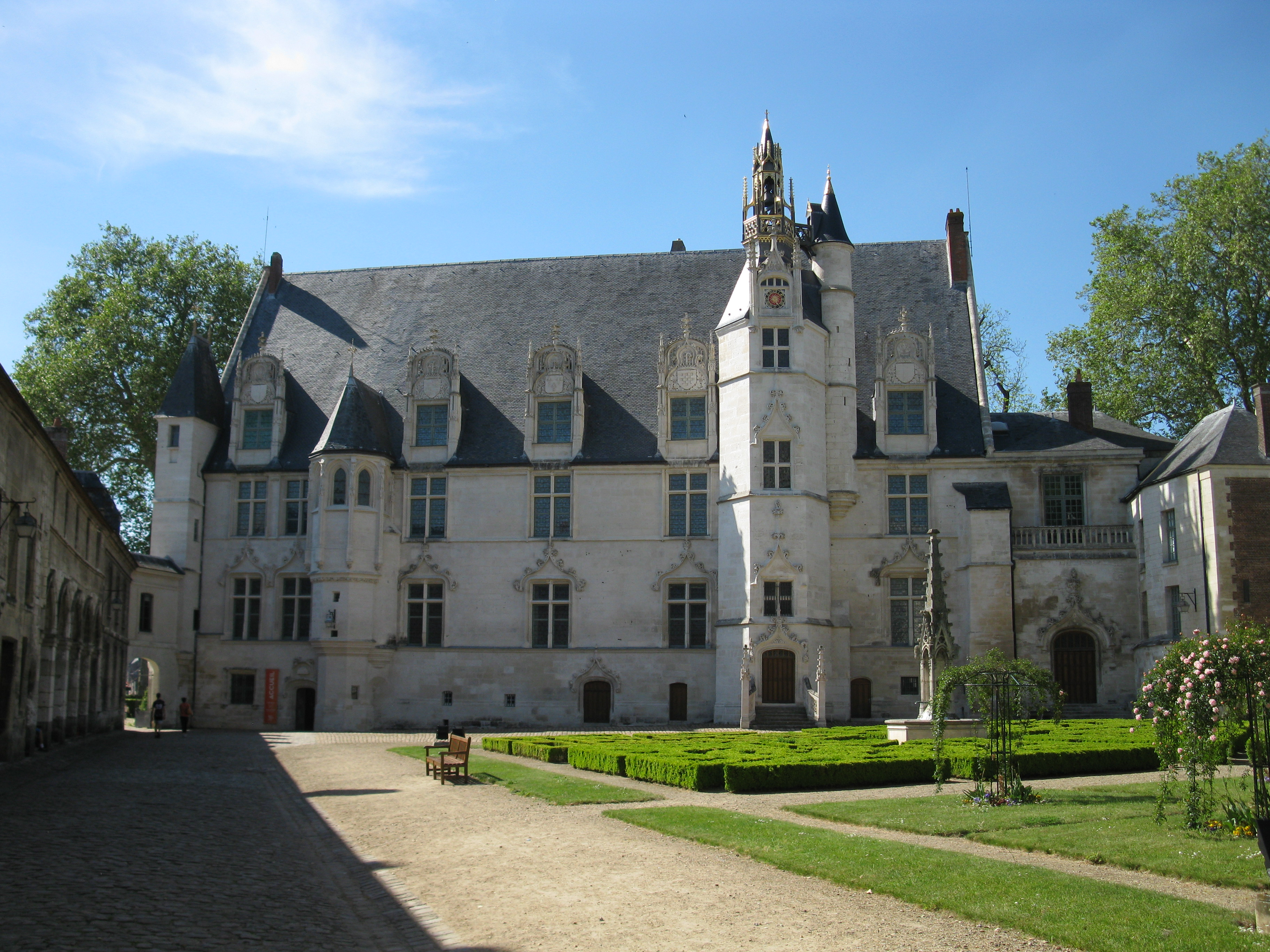
主教宫
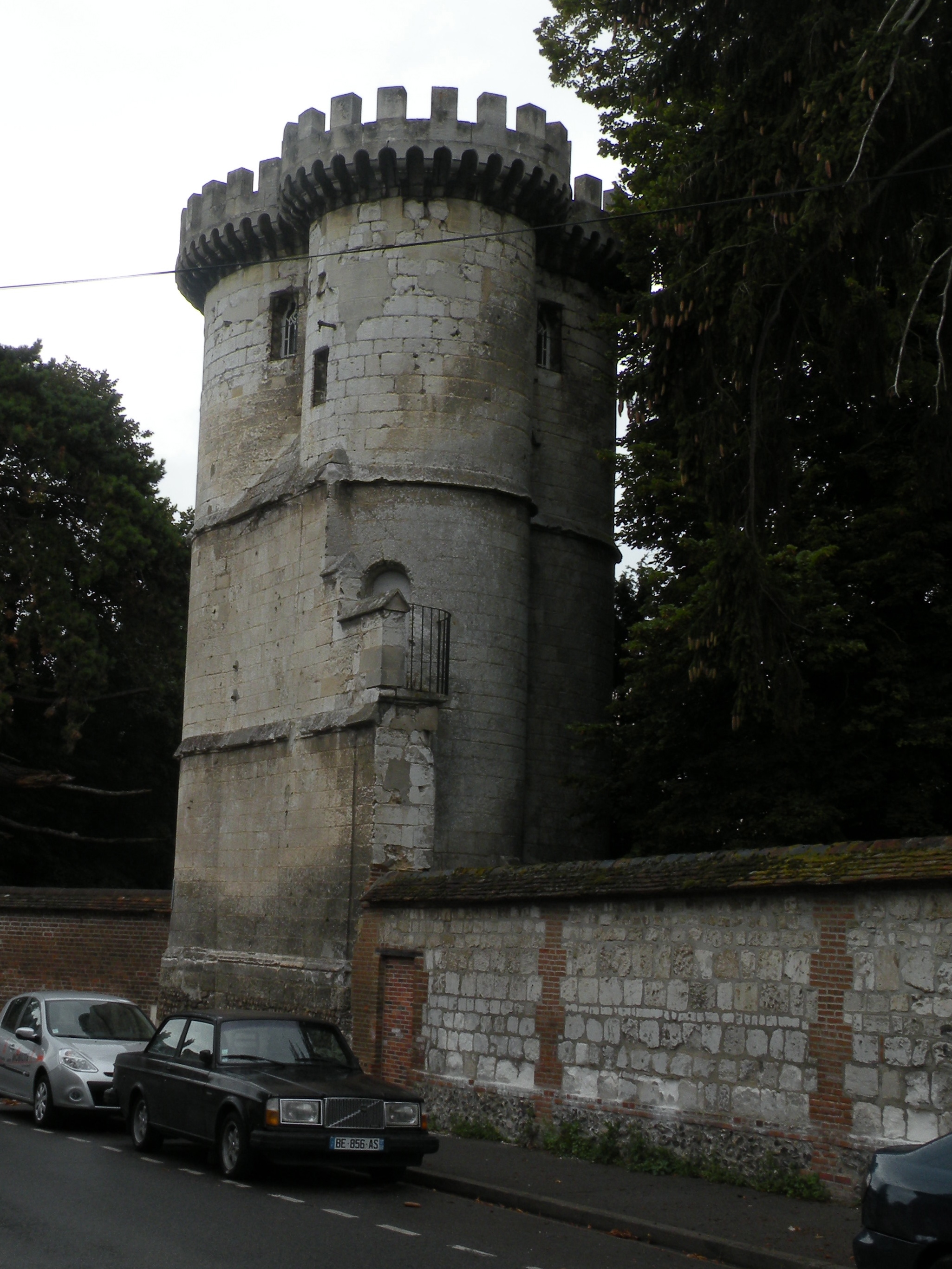
圣吕西安塔
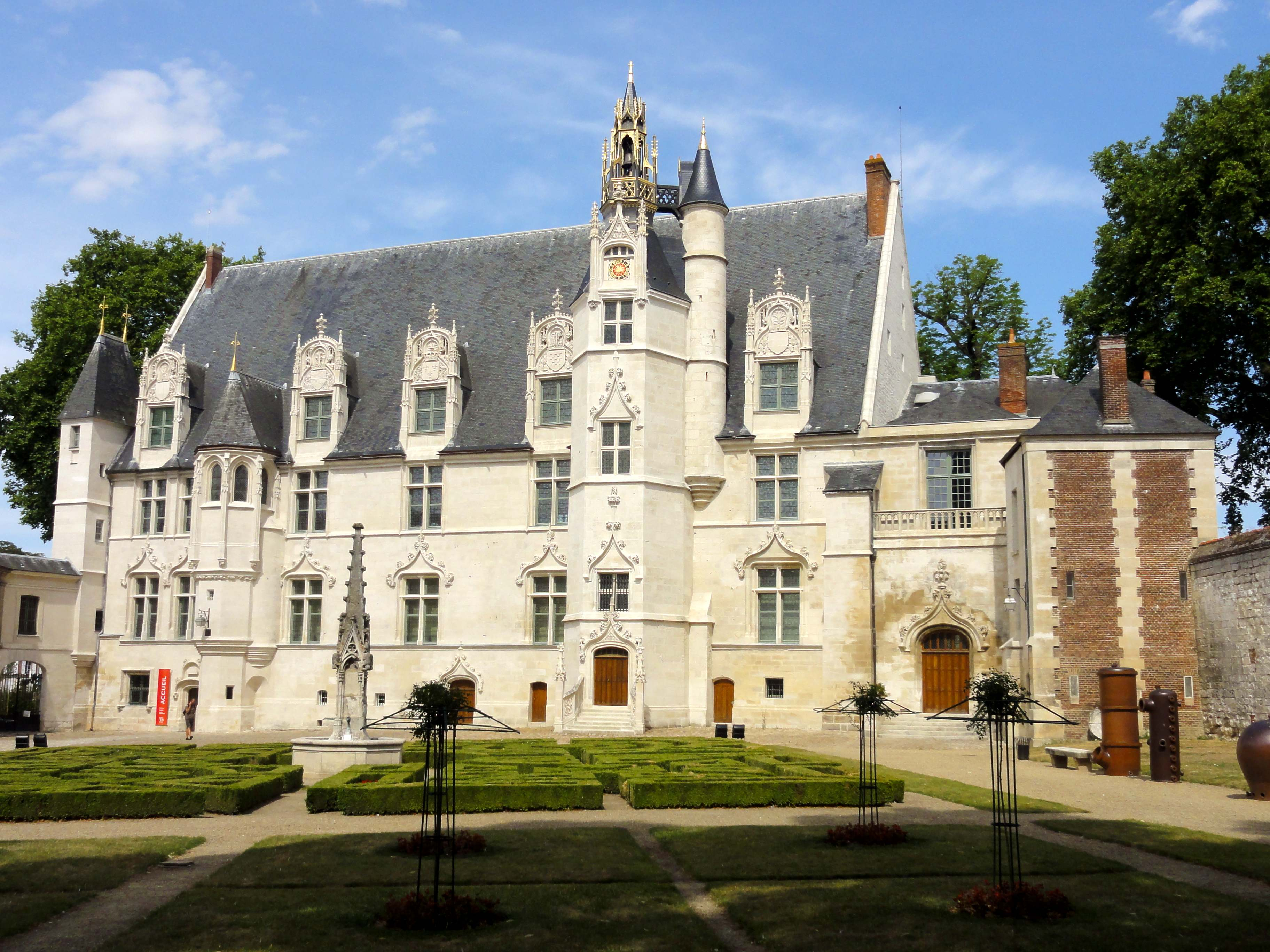
瓦兹省博物馆（法语：MUDO - Musée de l'Oise）

### 旅游
博韦的旅游事务由其所属的公共社区负责。2018年，博韦境内共有13个宾馆共计681间房间。

### 媒体
法国主要的媒体均可在博韦接收，法国电视三台下属的上法兰西大区频道在部分时段播出博韦所属区域的地方新闻。

## 相关人物
法国宗教人物博韦的吕西安、法兰西民族英雄珍妮·阿谢特、诗人乔治·奥里奥尔、画家安托万·卡龙、演员居伊·格罗索、自行车运动员阿尔诺·代马尔、足球运动员罗曼·埃利和出生于博韦。

## 友好城市
截至2020年4月，博韦共与五座城市互为友好城市关系：
- 英国 梅德斯通（1961年）
- 德国 维滕（1975年）
- 葡萄牙 塞图巴尔（1982年）
- 羅馬尼亞 代日（2003年）
- 波蘭 特切夫（2003年）